# Nhà máy Fagus
Nhà máy Fagus (Đức: Fagus Fabrik hoặc Fagus Werk) là nhà máy khuôn giày nằm tại Alfeld Hạ Saxon, Đức. Đây là ví dụ quan trọng của kiến trúc Hiện đại sớm. Được ủy quyền bởi chủ sở hữu là Carl Benscheidt, người muốn có một cấu trúc tiên tiến để thể hiện sự bứt phá của công ty so với trước đó, công trình được thiết kế bởi hai kiến trúc sư Walter Gropius và Adolf Meyer của trường phái Bauhaus. Nó được xây dựng từ năm 1911 đến 1913, với các bổ sung và nội thất hoàn thành vào năm 1925.

## Ảnh hưởng
Công trình này chịu ảnh hưởng từ thiết kế của Nhà máy tuabin AEG được thiết kế bởi kiến trúc sư người Đức Peter Behrens. Gropius và Meyer đều đã làm việc trong dự án đó và với Fagus họ đã diễn giải và là nhà phê bình về công việc của người thầy. Tòa nhà chính của Fagus có thể được coi là một sự đảo ngược của nhà máy tuabin. Cả hai đều có các góc không có trụ đỡ và mặt kính giữa các trụ bao phủ toàn bộ chiều cao tòa nhà. Tuy nhiên, tại nhà máy tuabin thì các góc được che phủ bởi những phần tử nặng nề nghiêng vào bên trong. Mặt kính cũng nghiêng vào bên trong và lõm vào so với các trụ gạch. Các yếu tố khung đỡ giảm dần và tòa nhà mang dáng vẻ ổn định và hoành tráng. Tại Fagus điều ngược lại xảy ra, các góc mở và các trụ lõm để bề mặt kính nổi ra ngoài. Gropius mô tả sự thay đổi này là vai trò của các bức tường đã hạn chế đối với các tấm chắn khiến nó đơn thuần trải dài giữa các cột thẳng đứng của khung chỉ để tránh mưa, lạnh và tiếng ồn. Vào thời điểm thiết kế nhà máy Fagus, Gropius đang thu thập các bức ảnh của các tòa nhà công nghiệp ở Hoa Kỳ để được sử dụng cho một tài liệu xuất bản của Hiệp hội Công trình Đức. Chính vì vậy mà thiết kế của các nhà máy tại châu Mỹ này cũng là nguồn cảm hứng cho Fagus.

## Lịch sử xây dựng
Carl Benscheidt (1858–1947) thành lập công ty Fagus vào năm 1910. Sau đó, ông bắt đầu bằng cách làm việc cho Arnold Rikkli, một chuyên gia y học tự nhiên, và đó là lúc ông biết về giày chỉnh hình theo khuôn giày, lúc đó khá hiếm. Năm 1887, Benscheidt được nhà sản xuất khuôn giày Carl Behrens thuê làm giám đốc công trình trong nhà máy của ông ở Alfeld. Sau khi Carl Behrens qua đời vào năm 1896, Benscheidt trở thành tổng giám đốc của công ty, đang trên đường trở thành một trong những công ty lớn nhất trong lĩnh vực đó ở Đức. Vào tháng 10 năm 1910, ông đã từ chức vì những bất đồng với con trai của Behrens.
Sau khi từ chức, Benscheidt ngay lập tức thành lập công ty riêng. Ông thiết lập quan hệ đối tác với một công ty của Mỹ và có được cả vốn đầu tư và chuyên môn kỹ thuật. Ông mua một mảnh đất đối diện với nhà máy của Behrens và thuê kiến trúc sư Eduard Werner (1847–1923), người mà ông đã biết khi còn làm việc ở nhà máy Behrens. Mặc dù Werner là một chuyên gia về thiết kế nhà máy nhưng Benscheidt vẫn không hài lòng với hình dáng bên ngoài về thiết kế nhà máy cho mình. Nhà máy của ông phân cách với nhà máy của Behrens bằng một đường ray xe lửa và Benscheidt nghĩ về độ cao của tòa nhà ở phía bắc đó như một quảng cáo cố định cho nhà máy của ông.